# Coptomia biguttata
Coptomia biguttata är en skalbaggsart som beskrevs av Pouillaude 1915. Coptomia biguttata ingår i släktet Coptomia och familjen Cetoniidae. Utöver nominatformen finns också underarten C. b. fulvipilis.